# سگ‌سری
سَگ‌سری از موضوعات افسانه‌ای است که به داشتن بدن انسان با سر سگ (یا گاه شغال) اشاره دارد. سگ‌سری  در اساطیر بسیاری از نقاط جهان، از جمله مصر باستان، هند، یونان و چین شناخته شده‌است. در فرهنگ عامه امروزی، سگ‌سر همچنین به عنوان شخصیت در کتاب‌ها، کمیک‌ها و رمان‌ها روبرو می‌شود.

## یونان و مصر باستان
سگ‌سری با تندیس خدایان مصر باستان با یونان باستان آشنا بود.
گزارش‌های مربوط به مسابقه با سر سگ را می‌توان به دوران باستان یونان نیز بازگرداند، در قرن ۵ پیش از میلاد، پزشک یونانی کتسیاس در کتاب خود اندیکا شرح مفصلی از وجود سینوسی در هند نوشت. به همین ترتیب، مسافر یونانی مگاستنس ادعا کرد که در مورد افراد سگ سر در هند که در کوهستان زندگی می‌کنند، با پوست ارتباط برقرار می‌کنند، پوست حیوانات وحشی را می‌پوشند و از طریق شکار زندگی می‌کنند، اطلاعاتی داشته‌است. هرودوت به ادعاهای لیبیایی‌های باستان اشاره می‌کند که این موجودات در شرق سرزمین‌های خود ساکن بوده‌اند و همچنین مردان را از بدن خود جدا کرده و بسیاری از ناهنجاری‌های دیگر را نیز بریده‌اند.

## اواخر دوران باستان
سگ‌سری چنین تصویری یادآور از جادوگری و بی رحمی را ارائه می‌دهد که مشخصه غریبه‌ها در مکان‌های دوردست است که آنها در ادبیات قرون وسطی به آنها بازمی‌گشتند ، سنت آگوستین از کرگدن سگ‌سر که در کتاب شانزدهم، فصل هشتم ذکر شده‌است، در متن بحث در مورد این موجودات از از نوادگان آدم، او احتمال اینکه آنها اصلاً وجود نداشته باشند یا ممکن است انسان نباشند را در نظر گرفت اما وی اصرار داشت که اگر آنها انسان بودند، واقعاً فرزندان آدم بودند.

## چین

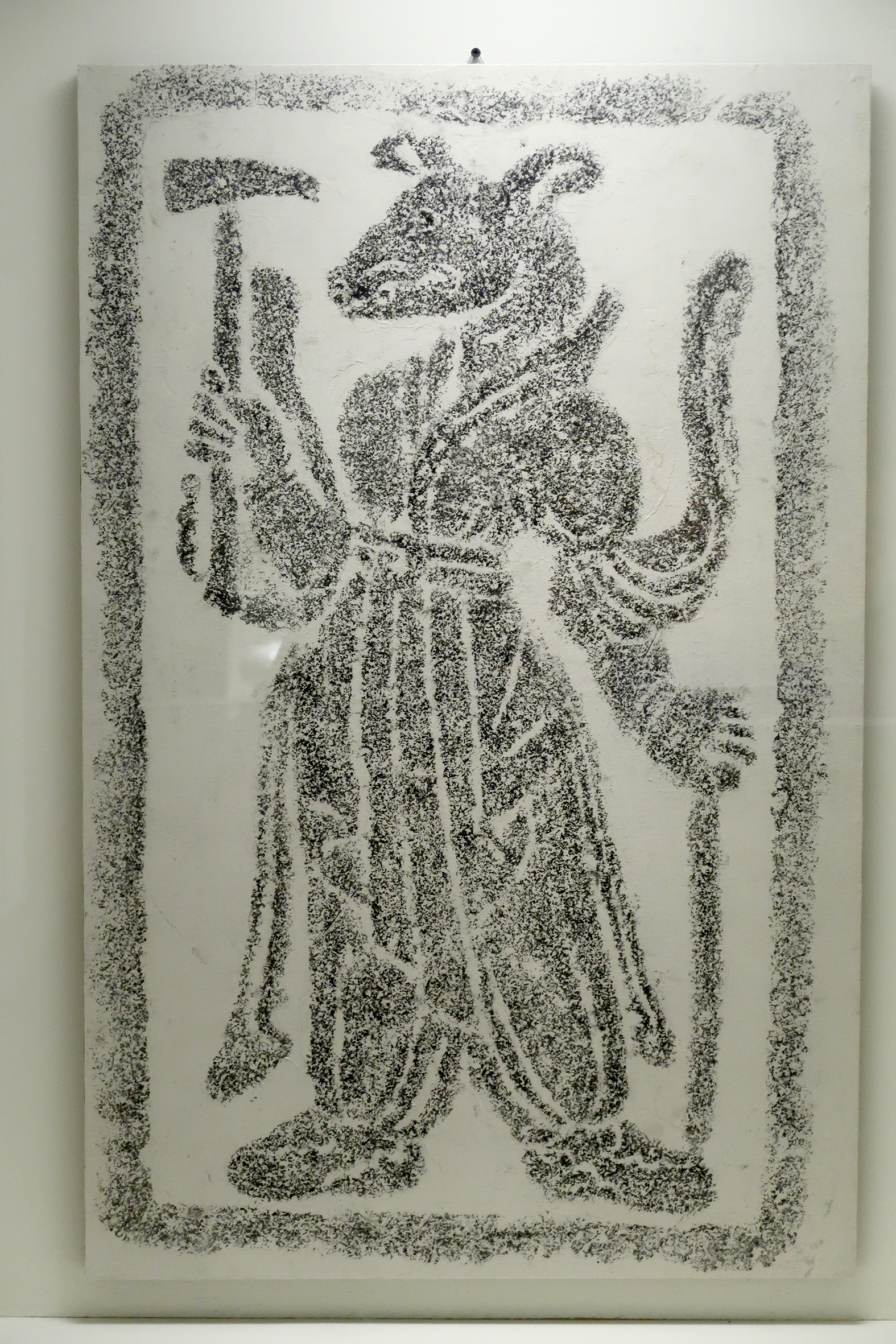
موزه دانشگاه زنان اوها

سگ‌سری همچنین در جهان بینی مسیحیان در قرون وسطی ظاهر می‌شود. اسطوره ای که اندرو و بروتولماوس را در میان اشکانیان قرار داد ، وضعیت "منزجر"، شهروند "شهر آدمخوارهاً را ارائه داد. . . چهره او شبیه صورت سگ بود "، اما پس از تعمید او از کنار سگ خود آزاد شد. سنت کریستوفر
ابن بطوطه در سفر خود با کسانی که به عنوان «دهان سگ» توصیف شده‌اند، ملاقات کرد، شاید در توصیف گروهی از مردم منتاوی (که دندان دندان استفاده می‌کنند)، در جزیره ای بین هند و سوماترا زندگی می‌کنند:
استفاده از شخصیت‌های سر سگ انسان نما هنوز هم در ادبیات مدرن بسیار قدرتمند است. در زمینه انتشار کمیک در آمریکای شمالی و اروپا، از سر سگ‌ها و سایر حیوانات برای تفسیر اجتماعی یا اهداف دیگر با هم استفاده می‌شود:

### ابن بطوطه
"پانزده روز پس از خروج ما از سناریدوان، به کشور باراهناکار رسیدیم، دهان آنها دهان سگ است. این قبیله مذهب هندو یا هیچ دین دیگری را نمی‌پذیرند. آنها در کلبه‌های علف‌های هرز در ساحل زندگی می‌کنند و دارای درختان موز، آریکا و تنبول هستند. مردان آنها مانند ما شکل گرفته‌اند با این تفاوت که دهان آنها مانند دهان سگ است. در مورد زنان آنها اینگونه نیست و با این حال آنها زیبایی فوق‌العاده ای دارند. مردان آنها نیز لباس پوشیده نیستند و حتی برهنگی خود را پنهان نمی‌کنند، زنان از برگ درختان پیش بند می‌پوشند. تعدادی از مسلمانان از بنگال و سوماترا با آنها زندگی می‌کنند و آنها محله‌های جداگانه ای را اشغال می‌کنند. بومیان تمام عملیات قاچاق خود را با بازرگانان در ساحل انجام می‌دهند و برای آنها فیلها بر روی اب راه می‌روند؛ زیرا آب از ساحل فاصله دارد و از ترس زنان خود به بازرگانان اجازه نمی‌دهند که آن را برای خود بیاورند. فیلها در سرزمینهایشان به وفور یافت می‌شوند، اما کنار گذاشتن سلطان که آنها را در ازای منسوجات از او خریداری کرده، برای کسی مجاز نیست.
در آسیای مرکزی و شرقی، سیستم تقویم مشترک شامل یک چرخه دوازده ساله است که در آن هر سال به عنوان یک حیوان نشان داده می‌شود. یازدهمین حیوان در چرخه دوازده ساله سگ است. اغلب این حیوانات به صورت تصویرهای انسانی با سر حیوانات به تصویر کشیده می‌شوند؛ بنابراین تصویر سر ستون فقرات از برج یازدهم معمول است (احتمالاً با دم).
- ابن بطوطه

## اروپایی جدید
دیوید آتنبورو در فیلم خود «غول سفید» حدس می‌زند که ایندری، یک نوع لمور از ماداگاسکار، ممکن است یکی از دلایل احتمالی افسانه مردان سر سگ باشد.

## ظواهر جدید
در آسیای مرکزی و شرقی، سیستم تقویم مشترک شامل یک چرخه دوازده ساله است که در آن هر سال به عنوان یک حیوان نشان داده می‌شود. یازدهمین حیوان در چرخه دوازده ساله سگ است. اغلب این حیوانات به صورت فیگورهای انسانی با سر حیوانات به تصویر کشیده می‌شوند؛ بنابراین تصویر سر ستون فقرات از زودیاک یازدهم معمول است (احتمالاً با دم).

## موجودات دیگر افسانه ای که سر سگ دارند
استفاده از شخصیت‌های سر سگ انسان نما هنوز هم در ادبیات مدرن وجود دارد. در زمینه انتشار کمیک در آمریکای شمالی و اروپا، از سر سگ‌ها و سایر حیوانات برای تفسیر اجتماعی یا اهداف دیگر با هم استفاده می‌شود:
- در رمان گرافیکی برنده جایزه پولیتزر توسط آرت اشپیگلمن، یهودیان دارای بدن انسان و سر موش صحرایی هستند در حالی که شخصیت‌هایی با ریشه در ایالات متحده هم بدن انسان دارند و هم سر سگ، درآلمان سر گربه ای و در فرانسه سر قورباغه.
- شخصیت اصلی کارتون اسکات آدامز، دیلبرت زمانی با زنی با سر سگ قرار گرفت که به عنوان " دلبرت " توصیف شد.
- سه‌گانه Shipbreaker ساخته Paolo Pasigalope شامل یک نژاد نیمه مرد است که برای جنگ ایجاد شده‌است. این ابزار یک نفر نیمه‌سگ‌سر است که در دو کتاب اول وجود دارد و شخصیت اصلی کتاب سوم است.